# Lourdes Domínguez Lino
Lourdes Domínguez Lino (Pontevedra, 1981. március 31. –) spanyol teniszezőnő.
1996-tól szerepelt a profi játékosok között. Legjobb világranglista helyezése egyéniben a 40. volt 2006. szeptemberben, párosban a 45. helyen állt 2006. márciusban. Pályafutása során két egyéni és hat páros WTA-tornagyőzelmet szerzett, emellett 17 alkalommal egyéniben és 36 alkalommal párosban győzött ITF-tornákon.
1999-ben megnyerte a Roland Garros junior lányok versenyét. Grand Slam-tornán a legnagyobb sikerét egyéniben a 2009-es Roland Garroson, valamint a 2010-es US Openen érte el, amely versenyeken a 3. körig jutott. Párosban a 2005-ös Roland Garroson Nuria Llagostera Vivesszel párt alkotva az első körben legyőzve a két egykori világelsőből álló Martina Navratilova–Arantxa Sánchez Vicario párost is végül a 3. körig jutottak.
2016. novemberben jelentette be visszavonulását.

## Junior Grand Slam döntői

### Egyéni

#### Győzelmek (1)
| Év   | Bajnokság     | Borítás | Ellenfél         | Eredmény |
| ---- | ------------- | ------- | ---------------- | -------- |
| 1999 | Roland Garros | Salak   | Stéphanie Foretz | 6–4, 6–4 |

## WTA-döntői

### Egyéni

#### Győzelmei (2)
| Összesítés           |                        |
| Grand Slam-torna (0) |                        |
| Tier I (0)           | Premier Mandatory* (0) |
| Tier II (0)          | Premier Five* (0)      |
| Tier III (1)         | Premier* (0)           |
| Tier IV (0)          | International* (1)     |
| Tier V (0)           | Challenger* (0)        |

* 2009-től megváltozott a tornák rendszere.
 Az egymás mellett azonos színnel jelölt tornatípusok között nincs teljes mértékű megfelelés.
| No. | Dátum             | Helyszín                          | Borítás | Ellenfél a döntőben | Eredmény a döntőben |
| 1.  | 2006. február 23. | Copa Colsanitas, Bogotá, Kolumbia | Salak   | Flavia Pennetta     | 7–6(3), 6–4         |
| 2.  | 2011. február 20. | Copa Colsanitas, Bogotá, Kolumbia | Salak   | Mathilde Johansson  | 2–6, 6–3, 6–2       |

#### Elveszített döntői (3)
| No. | Dátum             | Helyszín                                    | Borítás | Ellenfél a döntőben | Eredmény a döntőben | Eredmény a döntőben |
| 1.  | 2005. február 20. | Copa Colsanitas, Bogotá, Kolumbia           | Salak   | Flavia Pennetta     | 6–7(4), 4–6         |                     |
| 2.  | 2006. július 30.  | Budapest Grand Prix, Budapest, Magyarország | Salak   | Anna Smashnova      | 1–6, 3–6            |                     |
| 3.  | 2013. április 28. | Marrakech Grand Prix, Marrákes, Marokkó     | Salak   | Francesca Schiavone | 1–6, 3–6            |                     |

### Páros

#### Győzelmei (6)
| Összesítés           |                        |
| Grand Slam-torna (0) |                        |
| Tier I (0)           | Premier Mandatory* (0) |
| Tier II (0)          | Premier Five* (0)      |
| Tier III (2)         | Premier* (0)           |
| Tier IV (1)          | International* (3)     |
| Tier V (0)           | Challenger* (0)        |

* 2009-től megváltozott a tornák rendszere.
 Az egymás mellett azonos színnel jelölt tornatípusok között nincs teljes mértékű megfelelés.
|    | Dátum             | Torna                                           | Borítás   | Partner                     | Ellenfelek a döntőben                              | Eredmény a döntőben |
| 1. | 22 February 2007  | Copa Colsanitas, Bogotá, Kolumbia               | Salak     | Paola Suárez                | Roberta Vinci Flavia Pennetta                      | 1–6, 6–3, [11–9]    |
| 2. | 2007. március 3.  | Abierto Mexicano Telcel, Acapulco, Mexikó       | Salak     | Arantxa Parra Santonja      | Nicole Pratt Émilie Loit                           | 6–3, 6–3            |
| 3. | 2008. június 14.  | Barcelona Ladies Open, Barcelona, Spanyolország | Salak     | Arantxa Parra Santonja      | María José Martínez Sánchez Nuria Llagostera Vives | 4–6, 7–5, [10–4]    |
| 4. | 2011. július 9.   | Swedish Open, Båstad, Svédország                | Salak     | María José Martínez Sánchez | Arantxa Parra Santonja Nuria Llagostera Vives      | 6–3, 6–3            |
| 5. | 2013. március 2.  | Abierto Mexicano Telcel, Acapulco, Mexikó       | Salak     | Arantxa Parra Santonja      | Catalina Castaño Mariana Duque Mariño              | 6–4, 7–6(1)         |
| 6. | 2013. április 14. | Katowice Open, Katowice, Lengyelország          | Salak (f) | Lara Arruabarrena           | Raluca Olaru Valerija Szolovjeva                   | 6–4, 7–5            |

#### Elveszített döntői (7)
|    | Dátum               | Torna                                                       | Borítás | Partner                | Ellenfelek a döntőben                              | Eredmény a döntőben  |
| 1. | 2005. május 8.      | Grand Prix de SAR La Princesse Lalla Meryem, Rabat, Marokkó | Salak   | Nuria Llagostera Vives | Émilie Loit Barbora Záhlavová-Strýcová             | 6–3, 6–7(6), 5–7     |
| 2. | 2005. augusztus 31. | Budapest Grand Prix, Budapest, Magyarország                 | Salak   | Marta Marrero          | Émilie Loit Katarina Srebotnik                     | 1–6, 6–3, 2–6        |
| 3. | 2007. április 30.   | Estoril Open, Estoril, Portugália                           | Salak   | Arantxa Parra Santonja | Anastasia Rodionova Andreea Ehritt-Vanc            | 3–6, 2–6             |
| 4. | 2007. június 14.    | Barcelona Ladies Open, Barcelona, Spanyolország             | Salak   | Flavia Pennetta        | Arantxa Parra Santonja Nuria Llagostera Vives      | 6–7(3), 6–2, [10–12] |
| 5. | 2009. március 3.    | Abierto Mexicano Telcel, Acapulco, Mexikó                   | Salak   | Arantxa Parra Santonja | María José Martínez Sánchez Nuria Llagostera Vives | 3–6, 3–6             |
| 6. | 2011. február 26.   | Abierto Mexicano Telcel, Acapulco, Mexikó                   | Salak   | Arantxa Parra Santonja | Marija Koritceva Raluca Olaru                      | 5–7, 7–5, [10–6]     |
| 7. | 2012. március 4.    | Abierto Mexicano Telcel, Acapulco, Mexikó                   | Salak   | Arantxa Parra Santonja | Sara Errani Roberta Vinci                          | 2–6, 1–6             |

## Eredményei Grand Slam-tornákon

### Egyéni
| Grand Slam | Australian Open | Australian Open | Roland Garros  | Roland Garros      | Wimbledon      | Wimbledon        | US Open        | US Open            |
| Év         | Eredmény        | Utolsó ellenfél | Eredmény       | Utolsó ellenfél    | Eredmény       | Utolsó ellenfél  | Eredmény       | Utolsó ellenfél    |
| 2006       | 1. kör          | V Ruano Pascual | 1. kör         | Daniela Hantuchová | 1. kör         | Jelena Janković  | 1. kör         | Serena Williams    |
| 2007       | 2. kör          | Li Na           | 1. kör         | Jill Craybas       | 1. kör         | Serena Williams  | 2. kör         | A Medina Garrigues |
| 2008       | 1. kör          | K Srebotnik     | Selejtező (Q1) | Selejtező (Q1)     | Selejtező (Q2) | Selejtező (Q2)   | 1. kör         | Yvonne Meusburger  |
| 2009       | 2. kör          | K. Bondarenko   | 3. kör         | Aleksandra Wozniak | 1. kör         | Gyinara Szafina  | 1. kör         | A Rodionova        |
| 2010       | Selejtező (Q3)  | Selejtező (Q3)  | Selejtező (Q3) | Selejtező (Q3)     | −              | −                | 3. kör         | D Cibulková        |
| 2011       | 2. kör          | Flavia Pennetta | 1. kör         | V Zvonarjova       | 2. kör         | Marion Bartoli   | −              | −                  |
| 2012       | 1. kör          | Ana Ivanović    | 2. kör         | Peng Suaj          | 2. kör         | M Kirilenko      | 2. kör         | M Sarapova         |
| 2013       | 1. kör          | Sz Kuznyecova   | 1. kör         | B Mattek-Sands     | 1. kör         | C Suárez Navarro | 1. kör         | Laura Robson       |
| 2014       | 1. kör          | C Wozniacki     | 1. kör         | Casey Dellacqua    | 2. kör         | Kirsten Flipkens | Selejtező (Q1) | Selejtező (Q1)     |
| 2015       | Selejtező (Q1)  | Selejtező (Q1)  | 2. kör         | Andrea Petković    | Selejtező (Q2) | Selejtező (Q2)   | 1. kör         | Nicole Gibbs       |
| 2016       | 1. kör          | A-L Friedsam    | 1. kör         | Polona Hercog      | Selejtező (Q1) | Selejtező (Q1)   | Selejtező (Q1) | Selejtező (Q1)     |

## Év végi világranglista-helyezései
| Év     | 1997 | 1998 | 1999 | 2000 | 2001 | 2002 | 2003 | 2004 | 2005 | 2006 | 2007 | 2008 | 2009 | 2010 | 2011 | 2012 | 2013 | 2014 | 2015 | 2016 |
| Egyéni | 406. | 247. | 192. | 141. | 377. | 420. | 303. | 209. | 77.  | 52.  | 72.  | 90.  | 137. | 85.  | 79.  | 48.  | 71.  | 111. | 98.  | 217. |
| Páros  | 270. | 200. | 165. | 114. | 111. | 627. | 306. | 153. | 63.  | 93.  | 65.  | 89.  | 111. | 141. | 98.  | 117. | 72.  | 119. | 432. | 407. |